# Tullio-Phänomen
Das Tullio-Phänomen bezeichnet Symptome wie Schwindel und/oder Augenbewegungen (Nystagmus und Oszillopsien), die durch Schalleinwirkung ausgelöst werden. Es wurde zuerst von Pietro Tullio (1881–1941) in seinem Buch Das Ohr und die Entstehung der Sprache und Schrift (Urban & Schwarzenberg, Berlin, 1929) beschrieben.
Zugrunde liegt meistens eine Perilymphfistel im Mittel- oder Innenohrbereich, die eine schallinduzierte Druckerhöhung im Gleichgewichtssystem (Bogengänge) bewirkt.
Das Tullio-Phänomen gehört auch oft zu den Symptomen der erst seit 1998 bekannten Bogengangsdehiszenz.